# Dallara F189
O F189 é o modelo da Dallara da temporada de 1989 da F1. Condutores: Alex Caffi e Andrea de Cesaris.

## Resultados[1]
(legenda)
| Ano  | Chassi | Motor                | Pneus | Nº | Pilotos           | 1   | 2   | 3   | 4   | 5   | 6   | 7   | 8   | 9   | 10  | 11  | 12  | 13  | 14  | 15  | 16  | Pontos | Posição |  |
| ---- | ------ | -------------------- | ----- | -- | ----------------- | --- | --- | --- | --- | --- | --- | --- | --- | --- | --- | --- | --- | --- | --- | --- | --- | ------ | ------- |  |
|      |        |                      |       |    |                   |     |     |     |     |     |     |     |     |     |     |     |     |     |     |     |     |        |         |  |
|      |        |                      |       |    |                   | BRA | SMR | MON | MEX | USA | CAN | FRA | GBR | GER | HUN | BEL | ITA | POR | ESP | JAP | AUS |        |         |  |
| 1989 | 189    | Ford Cosworth DFR V8 | P     | 21 | Alex Caffi        | NPQ | 7   | 4   | 13  | Ret | 6   | Ret | NPQ | Ret | 7   | Ret | 11  | Ret | Ret | 9   | Ret | 8      | 8º      |  |
| 1989 | 189    | Ford Cosworth DFR V8 | P     | 22 | Andrea de Cesaris | 13  | 10  | 13  | Ret | 8   | 3   | NQ  | Ret | 7   | Ret | 11  | Ret | Ret | 7   | 10  | Ret | 8      | 8º      |  |